# Fagnano
Lago Fagnano lub Lago Cami – jezioro w Argentynie i Chile, na Ziemi Ognistej, na wysokości 91 m n.p.m. Jego powierzchnia wynosi 593 km². Jest to jezioro pochodzenia tektonicznego. Jest ono podłużne ze wschodu na zachód i ma długość 98 km. Z chilijskiej części jeziora wypływa jedyna rzeka Río Azopardo. Maksymalna głębokość jeziora to około 200 m. Argentyńska zachodnia część jeziora znajduje się w Parku Narodowym Tierra del Fuego. Na wschodnim brzegiem jeziora leży miasto Tolhuin.

## Bibliografia

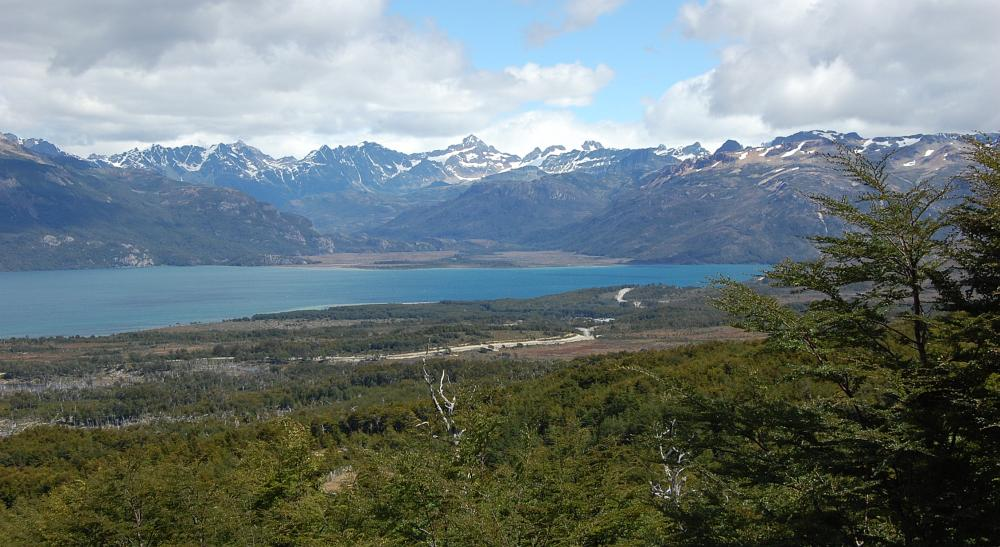
Panorama jeziora